# Territorio del Dakota
Il Territorio del Dakota (in inglese Dakota Territory) è stato un territorio organizzato e incorporato degli Stati Uniti d'America.

## Storia
È esistito dal 2 marzo 1861 al 2 novembre 1889, quando la parte del territorio rimasta dopo le successive riduzioni fu ammessa negli Stati Uniti d'America, suddivisa nei due stati del Dakota del Nord e del Dakota del Sud.
Il Territorio consisteva nella parte più settentrionale del terreno acquisito dagli Stati Uniti con l'acquisto della Louisiana dalla Francia nel 1803. Il nome deriva da quello degli indiani Dakota, conosciuti anche come Sioux. 
La gran parte del territorio, prima della sua creazione, era compresa nei territori del Minnesota e del Nebraska. Quando il Minnesota entrò nell'Unione nel 1858, la parte occidentale dell'ex territorio, abitata in prevalenza dalla tribù dei Lakota, rimase esclusa dai nuovi confini dello stato. Quello stesso anno fu firmato il Trattato di Yankton, grazie al quale la maggior parte delle terre abitate dai Lakota furono cedute agli Stati Uniti. I primi coloni cercarono immediatamente di ottenere lo status di "Territorio" per la zona, ma fu solo tre anni dopo, grazie all'interessamento di John Blair Smith Todd, cugino del futuro presidente Abramo Lincoln, che il Dakota ottenne lo status di "Territorio organizzato incorporato".

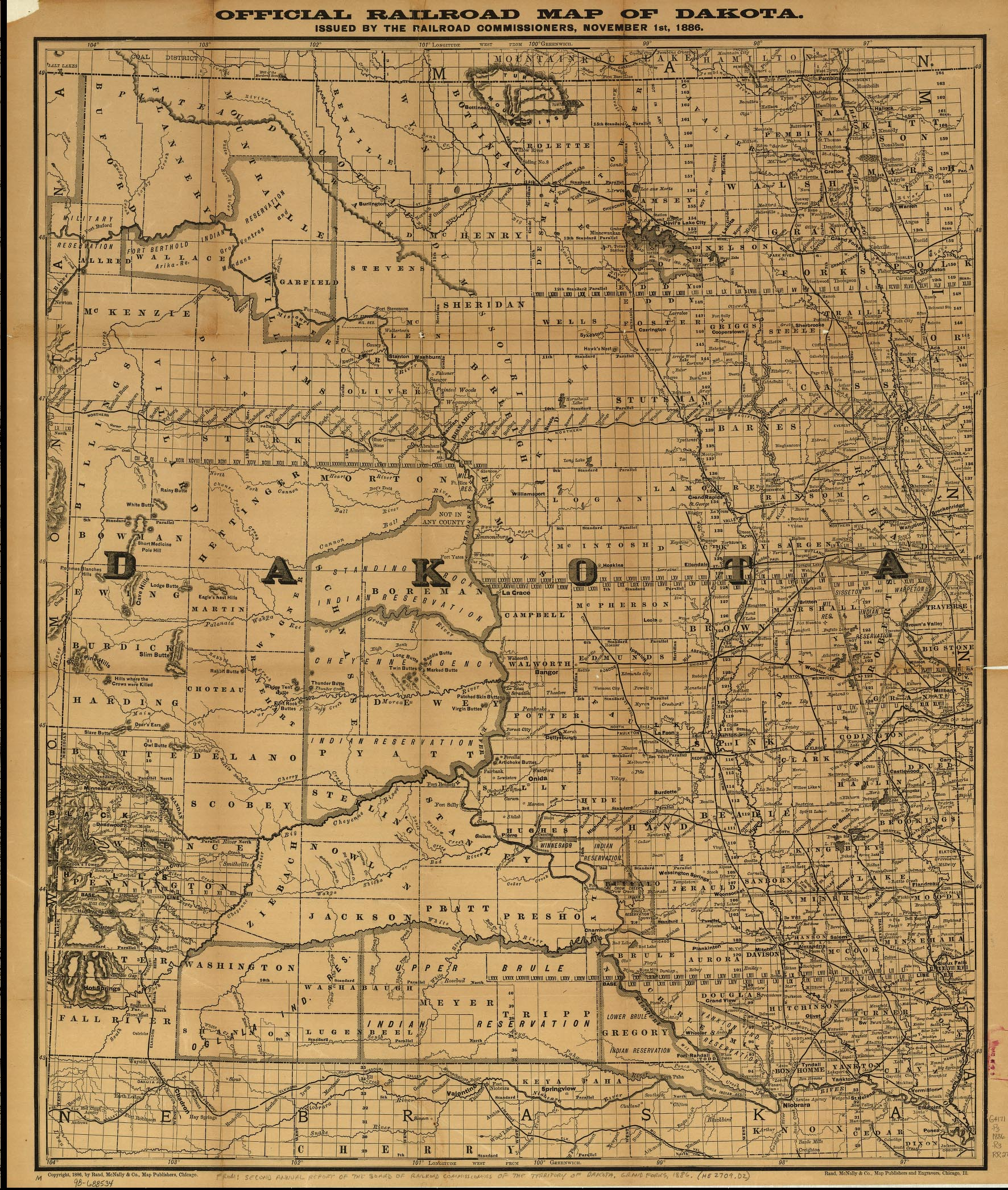
Territorio del Dakota, circa 1886

Al momento della sua costituzione, il territorio del Dakota includeva anche la maggior parte degli attuali stati del Montana e del Wyoming. Nel 1868, in seguito alla creazione di nuovi territori verso occidente, l'estensione del Dakota fu ridotta e coincise con gli attuali Dakota del Nord e Dakota del Sud. La capitale, originariamente fissata a Yankton, fu trasferita nel 1868 a Bismarck.
Nei 10 anni seguenti alla costituzione del territorio, la popolazione bianca fu estremamente scarsa, soprattutto a causa della presenza degli indiani Sioux, considerati (non sempre a ragione), particolarmente ostili e minacciosi verso i coloni. Dal 1870 al 1880 si verificò tuttavia quello che viene definito il "Dakota Boom": l'improvvisa crescita demografica fu favorita dallo sviluppo delle ferrovie, soprattutto della Northern Pacific Railway, dal progressivo arretramento dei nativi e dall'immigrazione proveniente dai paesi del nord Europa, in particolare da Norvegia, Germania, Svezia, oltre che dal vicino Canada. Negli anni '80 del XIX secolo la crescita demografica subì un rallentamento, dovuto al calo del prezzo del grano, che costituiva la maggiore risorsa economica dell'area. La popolazione tornò però rapidamente a crescere grazie alla scoperta dell'oro nelle Black Hills, che a sua volta creò un aumento della domanda per i prodotti dell'allevamento, che divenne da quel momento una delle principali attività economiche della zona.
Il Territorio cessò di esistere come tale il 2 novembre 1889, quando i due nuovi stati del Dakota del Nord e del Sud entrarono a far parte dell'Unione. La divisione fu dovuta al fatto che i due agglomerati principali (Fargo e Sioux Falls) si trovavano l'uno nel nordest e l'altro nel sudest del territorio, a molte miglia di distanza, ma soprattutto alle pressioni del Partito Repubblicano, particolarmente forte in questa zona, che così poté contare su due nuovi seggi al senato invece di uno.